# Turcsányi Árpád

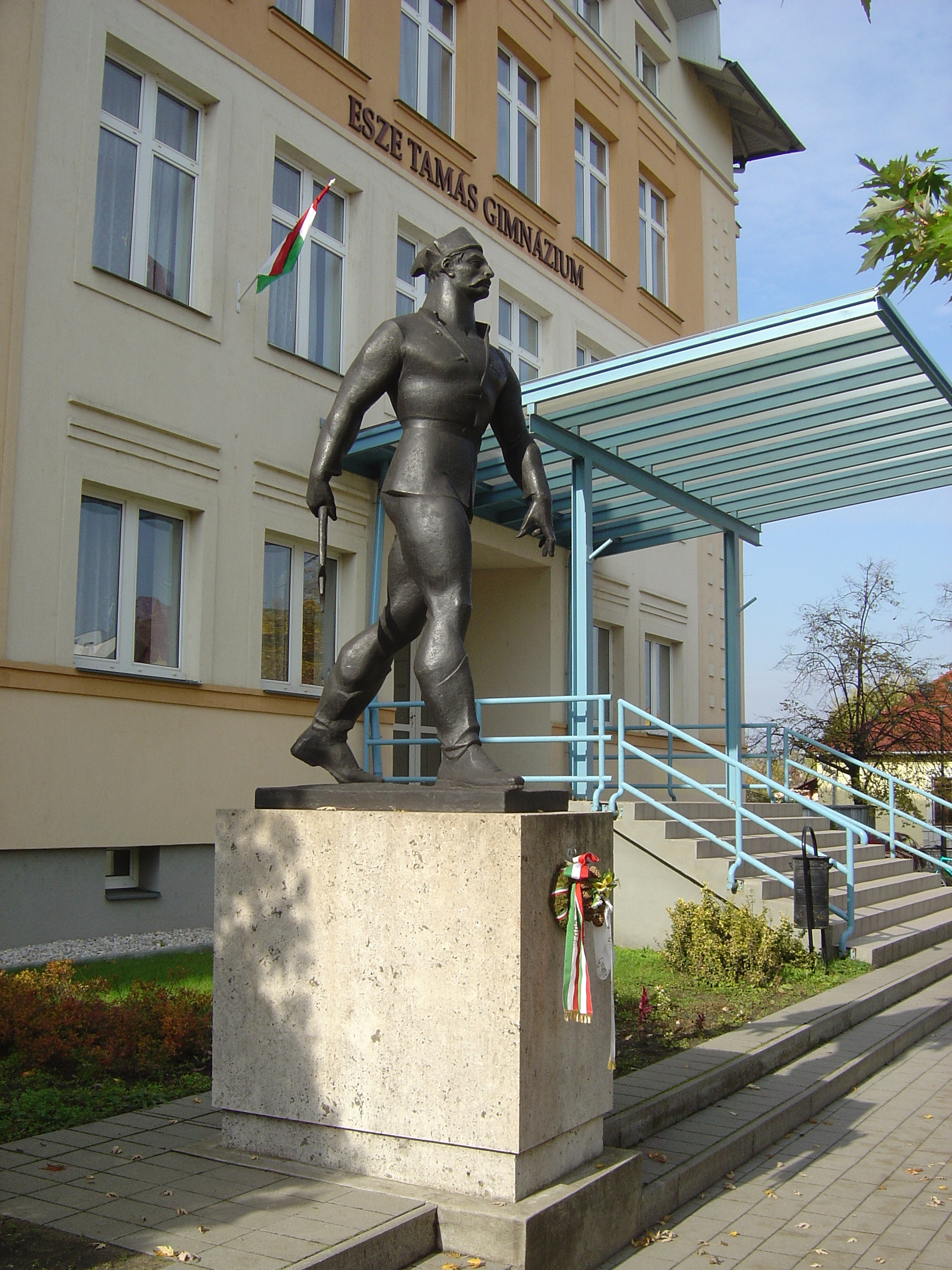
Esze Tamás szobra Mátészalkán a róla elnevezett gimnázium előtt

Turcsányi Árpád (Budapest, 1921. október 11. – Budapest, 1998. november 30.) szobrász.
Tanulmányait 1940-46 között az Iparművészeti Iskola díszítőszobrász szakán kezdte meg, mesterei: Ohmann Béla, Erdey Dezső, Reményi József voltak. 1946-49 között a Magyar Képzőművészeti Főiskolán tanult Pátzay Pál irányítása alatt. 1947-50: a Ganz Villamossági Gyár képzőművészeti körének vezetője, mintázást tanított. 1950-55: a Csepel Művek képzőművészeti körének vezetője. Több kisplasztikáját megvette a Képcsarnok Vállalat sokszorosítás céljából. 1947-től vett részt csoportos kiállításokon.

## Művei
- Anya gyermekével (kő kútszobor, 1955, Győr)
- Szent László (kő, 1958, Budapest, Szent Rókus kápolna homlokzatán)
- Szarvas (bronz, 1959, Budapest, XV. ker.)
- Nő mandolinnal (kő, 1962, Kékes tető)
- Esze Tamás (alumínium, 1962, Mátészalka)
- Csokonai (kő emléktábla, 1967, Dunaalmás)
- Figurális dombormű (kő, 1968, Gödöllő, Agrártudományi Egyetem)
- Nyolc figurális dombormű (kő, 1970, Budapest, Kerepesi úti lakótelep)
- Gyümölcsszedő lány (bronz, 1972, Hódmezővásárhely)
- Szürkegémek (bronz kútfigurák, 1976, Gödöllő)
- Tokaji Ferenc (mészkő, 1977, Tokaj, Tokaji F. Gimnázium).